# Drex
O Digital Real X (abreviação: Drex) será uma moeda digital brasileira produzida e regulamentada pelo Banco Central do Brasil, a ser utilizada como a versão digital do real brasileiro.
De acordo com a projeção mais recente do Banco Central, é esperado que o lançamento do Real Digital ocorra para a população em 2025. O teste piloto está em andamento e espera-se que seja concluído entre o final de 2023 e o primeiro semestre do próximo ano. Neste momento, o Real Digital encontra-se na segunda fase de seu projeto de desenvolvimento, onde um piloto está sendo testado em um caso de uso prático. No dia 7 de agosto de 2023, foi anunciado o nome oficial da moeda digital. O nome Drex vem da abreviação do termo "Digital Real X".
Ao contrário do que acontece com criptomoedas como o Bitcoin, o Real digital terá lastro do Banco Central do Brasil e valor que corresponde ao do dinheiro físico emitido atualmente. A moeda digital permite movimentar reais que não existem fisicamente, o que implicaria na diminuição de custos de emissão da moeda física e a facilitação da implementação de inovações tecnológicas como os contratos inteligentes. A previsão é que, quando a moeda receber seu lançamento, ela trabalhe com todos os métodos de pagamento já existentes, bem como se conecte a outros bancos centrais ao redor do mundo.
O objetivo do desenvolvimento do real em formato digital é desenhar uma moeda digital de banco central (da sigla em inglês CBDC, Central Bank Digital Currency), que seja parte do cotidiano das pessoas, sendo empregada por quem usa contas bancárias, contas de pagamentos, cartões e/ou dinheiro vivo.

## História

### Antecedentes
Em agosto de 2020, o Banco Central anunciou a criação de um grupo de estudos para avaliar a emissão de uma moeda digital equivalente ao Real sem fornecer detalhes de como funcionaria essa nova moeda. Além disso, esse grupo teria como objetivo desenvolver um modelo de emissão de moeda digital que fosse capaz de identificar riscos, garantindo a segurança cibernética, a proteção dos dados e o cumprimento das normas e regulações do Banco Central.
Em maio de 2021, foram publicadas diretrizes que solidificaram o caráter desta nova moeda como uma CBDC. Estes princípios foram delineados nos âmbitos de funcionamento, garantias legais e premissas tecnológicas. A emissão da moeda deverá ocorrer por intermédio do BC, representando uma extensão do dinheiro físico, e sua distribuição à população será intermediada por bancos e instituições de pagamento.

## Aplicações

### Contratos inteligentes
O real digital terá a capacidade de programar e automatizar diversas atividades relacionadas a transações financeiras. Isso envolve a programabilidade para operações financeiras através de algoritmos e scripts que permitem a execução automática de determinadas ações financeiras com base em condições predefinidas.
Um exemplo prático que ilustra essa funcionalidade é o cenário de venda de carros usados entre pessoas físicas. Nessa situação, é comum que o vendedor tenha receio de transferir a propriedade do veículo antes de ter a certeza de ter recebido o valor acordado. Com o real digital, será possível estabelecer um contrato inteligente que automatiza o processo de pagamento e transferência de propriedade. Assim, o vendedor poderá programar as condições necessárias para que a transação seja concluída com segurança, como a verificação do pagamento na totalidade, antes de efetuar a transferência de propriedade do veículo.
Entre as situações exemplificadas com contratos inteligentes, o Banco Central afirma que o Drex facilitará a contratação de empréstimos, venda de imóveis ou qualquer outro serviço. No caso de um empréstimo, o sistema conseguirá criar condições para que parcelas de pagamento sejam cobradas automaticamente. Ou seja, quando uma parte, como um banco ou instituição financeira, emprestar dinheiro, a outra terá uma cobrança automática em sua carteira.

### Tokenização
O projeto prevê uma capacidade de representar digitalmente ativos financeiros e de contratos por meio de tokens programáveis. Esses tokens podem ser utilizados para representar uma ampla gama de ativos, como moedas digitais, ações, títulos, commodities e até mesmo propriedades físicas.

## Benefícios e impacto
- Rapidez nos pagamentos: A agilidade nos pagamentos é, a principal vantagem de uma moeda digital, independentemente de sua funcionalidade ou origem. As transações são confirmadas em questão de segundos, permitindo que o dinheiro seja transferido de um ponto a outro sem a necessidade de intermediários, como ocorre com os cartões de crédito. O PIX já foi uma introdução dessa experiência para os consumidores e seu amplo uso em apenas um ano de existência indica sua popularidade entre a população.[18]
- Segurança e rapidez em transações internacionais: Apesar de transações envolvem empresas e pessoas em outros países ser uma tarefa complicada para os envolvidos, a versão digital do real, por ser totalmente digital, poderá desproblematizar esta questão. A moeda pode circular pela internet e chegar com mais rapidez ao seu destino sem qualquer fator que possa interferir no processo.[19]
- Prevenção contra fraudes: Embora o Real Digital não seja uma criptomoeda, fará uso da tecnologia blockchain em sua estrutura. A blockchain, como o próprio nome sugere, permite que informações sejam transmitidas pela internet em blocos criptografados, que se juntam formando uma corrente. Essa tecnologia é atualmente uma das mais seguras para transações digitais, pois reduz significativamente o risco de fraudes e protege contra ataques cibernéticos. Isso elimina a preocupação das pessoas em relação às compras realizadas online, por exemplo.[20] De acordo com o BC, o Drex também terá a capacidade de reverter transações ligadas a fraudes[21]. A reversão, no entanto, só será possível enquanto o valor roubado ainda estiver em moeda digital, ou seja, não ter sido convertido para o papel moeda (real).
- Digitalização e redução nos custos de produção de dinheiro: Há também um benefício importante para o Sistema Financeiro Nacional. A produção e circulação de cédulas e moedas custam dinheiro, e não é uma quantia insignificante! Na maioria dos casos, o custo de produção é maior do que o valor que essas cédulas e moedas representam. Com o Real Digital, haverá uma redução ainda maior no uso de dinheiro físico no varejo, o que economizará recursos públicos gastos com impressão e cunhagem. Além disso, é importante lembrar que a transformação digital já é uma realidade consolidada, o que obriga o poder público a encontrar maneiras de digitalizar seus processos e oferecer mais comodidade, conforto e segurança à população.[22]
- Incentivo a inovações: Possibilita a criação de um ambiente favorável para que os diferentes participantes do mercado possam propor inovações. Além disso, os benefícios dessas tecnologias podem ser disponibilizados para um número maior de cidadãos, sem expor seus negócios às incertezas de um ambiente financeiro não regulamentado.[23]
- Prevenção e combate de atividades ilícitas: Permite que o banco central acompanhe com precisão a localização de cada unidade da moeda, o que desencoraja atividades ilícitas e facilita o combate a crimes financeiros.[24]
- Inclusão financeira: Deve possuir uma estrutura que permite o controle financeiro das famílias, acesso fácil a informações financeiras e uma melhor preparação do orçamento familiar. Além disso, essa estrutura pode facilitar o investimento, especialmente em projetos específicos dentro de uma comunidade, por meio do uso do Real Digital.[25]

### Riscos
A implementação da moeda do Real Digital também traz consigo alguns riscos que devem ser considerados, como:
- Centralização: a criação de uma moeda digital vinculada ao Banco Central do Brasil pode concentrar o controle monetário nas mãos de uma única entidade. Isso levanta preocupações sobre a possibilidade de interferência governamental na política monetária e na estabilidade financeira do país. A centralização também pode resultar em uma maior vulnerabilidade a ataques cibernéticos, pois um único ponto de controle pode se tornar um alvo atrativo para hackers e outras ameaças digitais.[26]
- Privacidade:  Por ser uma moeda digital, todas as transações podem ser rastreadas e registradas, o que pode afetar a privacidade dos usuários. Embora a tecnologia blockchain possa garantir a segurança e a integridade das transações, também levanta questões sobre a proteção dos dados pessoais e a possibilidade de vigilância governamental. Em regimes autoritários, por exemplo, esse monitoramento poderia ser usado para reprimir a dissidência política, congelar contas de opositores e manipular o sistema financeiro para consolidar o poder.[27][28]
- Cancelamento financeiro: no blockchain, o acesso aos dados é fácil e praticamente imediato, o que permite que outros órgãos, como a Receita Federal, exerçam um controle mais efetivo. Nesse contexto, é possível que o Poder Judiciário possa restringir o acesso de um indivíduo aos seus próprios recursos, uma medida que poderia ser comparada a um bloqueio financeiro.[29]
- Congelamento de saldos: O Banco Central (BC) possui um conjunto de ferramentas para regular e monitorar o Drex. Entre essas ferramentas estão a capacidade de congelar saldos de usuários,[30] diminuir saldos de endereços-alvo, confiscar e até mesmo cunhar novas unidades da moeda digital.